# Carmen da Silva
Carmen da Silva   (Rio Grande, 31 de desembre de 1919 - Volta Redonda, 29 d'abril de 1985) va ser una psicoanalista i periodista brasilera, precursora del feminisme al Brasil.

## Biografia
Carmen da Silva va ser definida com «un símbol de la modernització de la premsa i de la societat contemporània brasilera». Entre 1963 i 1984, ininterrompudament, ella va escriure la columna «A arte de ser mulher» («L'art de ser dona») en la revista «Cláudia» de l'Editora Abril. La columna va anticipar alguns dels temes posteriorment apropiats per les feministes brasileres, com ara l'ús de la píndola anticonceptiva, la inclusió de les dones al mercat de treball i el divorci, entre d'altres.

## Obres
- A Arte de Ser Mulher - Um Guia Moderno Para o Seu Comportamento, 1967
- O Homem e a Mulher no Mundo Moderno, 1969
- Sangue sem dono, 1984
- Histórias Híbridas de uma Senhora de Respeito (autobiografia), 1984

### Antologia
- CIVITTA, Laura (ed.). O melhor de Carmen da Silva, 1994.